# Miguel Escalada
Miguel Escalada Pujol (Gualeguaychú, Entre Ríos, 6 de febrero de 1867-Génova, reino de Italia, 3 de setiembre de 1918) fue un hacendado, diplomático, ingeniero agrónomo y escritor argentino.

## Biografía

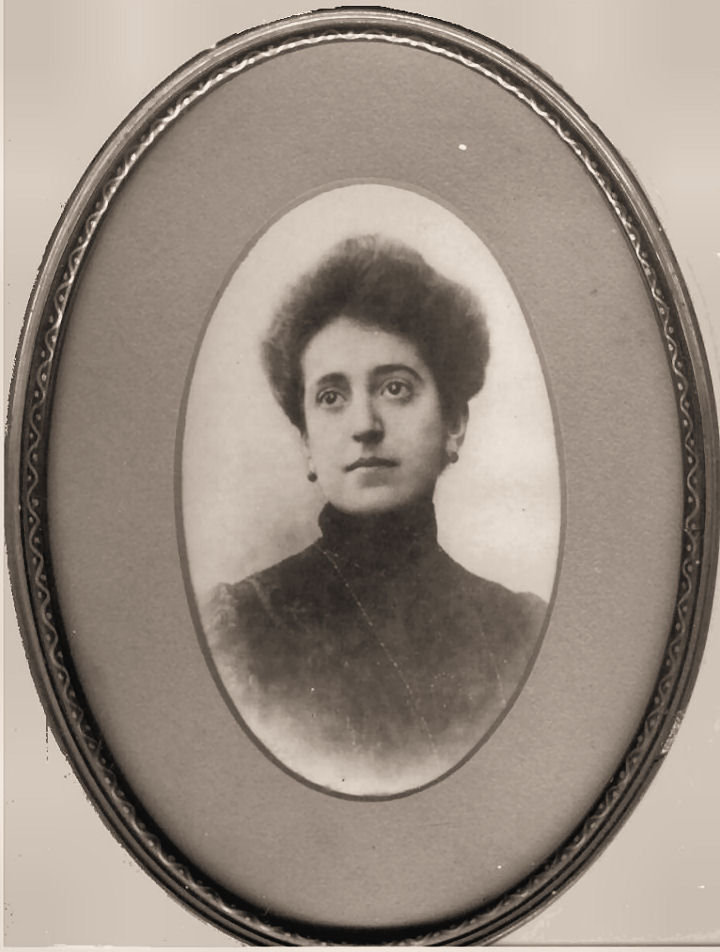
Da. Laura de Iriondo Iturraspe de Escalada, c.1900.

### Familia
Hijo de Lastenia Pujol y de Marcelino Escalada Baldez, contrajo matrimonio en 1900 con Laura de Iriondo Iturraspe, hija del coronel Agustín de Iriondo Candioti. Fueron padres de Miguel, Laura, Georgina, Jorge, Corina, Agustín y Marcelino de Escalada Iriondo.

### Estudios y actividad cultural, agropecuaria y docente

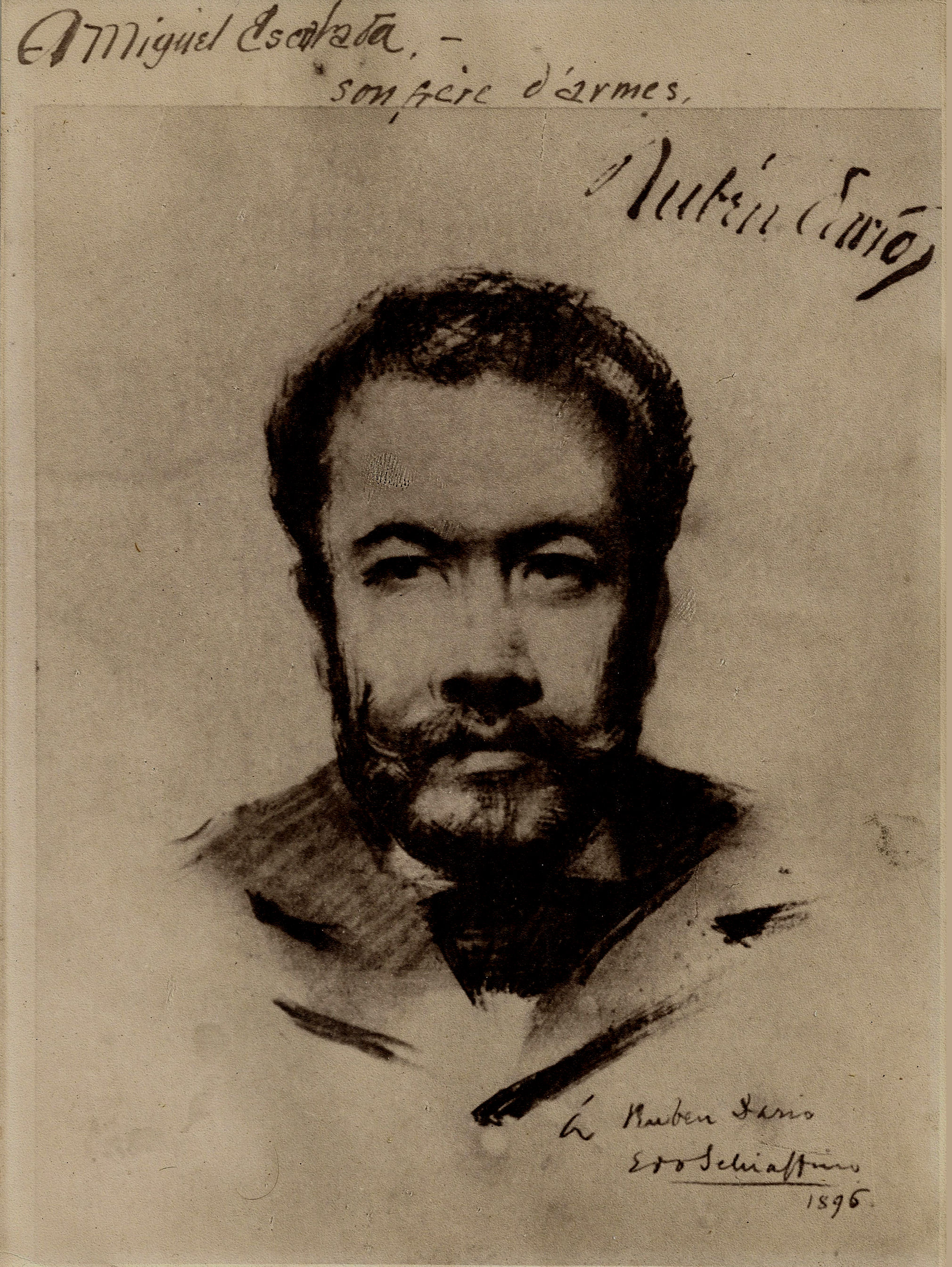
Retrato de Rubén Darío c 1896. Dedicado "A Miguel Escalada- Son frère d'armes, Rubén Darío".

Establecida su familia en Buenos Aires desde 1870, cursó allí sus estudios primarios y en 1883 se trasladó a Francia, estudiando en la École d'agriculture de Grandjouan (Loire-Atlantique), donde se graduó de ingeniero agrónomo en 1886. En París, fue corresponsal del diario "La Nación" (Buenos Aires) y entró en contacto con el ambiente intelectual de esa ciudad, formando allí su cultura y mostrando su inclinación a las letras.
Regresó a la capital argentina en 1889 y se integró al grupo del viejo Ateneo, trabando amistad con Rubén Darío, quien le dedicó, conjuntamente con Angel de Estrada, su libro Los raros, y en Prosas Profanas el poema Canto de la sangre.
Además, el poeta nicaragüense le dedicó a Escalada en forma autógrafa uno de los primeros ejemplares de Prosas Profanas, que vale por blasón de época, donde lo tildó de orfebre, miniador precioso, decadente bizantino.
"La Nación" lo integró a su staff de redacción, y en su edición del 27 de marzo de 1889, lo presentaba a sus lectores de esta manera:
"Desde hoy, incorporamos a nuestra redacción un nuevo elemento, con el que nuestros lectores trabarán, seguramente, simpática relación. Es un joven que ha hecho su educación científica, literaria y artística en París y que ha adquirido las cualidades delicadas de los periodistas franceses, de los que tiene la audacia y el impresionismo. Escribirá bajo el seudónimo de "Falero". Su primer artículo irá mañana y lo recomendamos desde ya como un notable trabajo. Se titula "El fraile feroz-Notas de un impresionista"'.
Dedicado paralelamente a la explotación agrícola-ganadera en las propiedades familiares, construye en 1894 el casco de la estancia La Corina en Santa Fe, que perdura en la actualidad. El establecimiento tenía una extensión de 12.000 hectáreas.
Fue designado en 1897 profesor de Literatura General en la Facultad de Derecho de la Universidad de Santa Fe.

### Actividad política
Entre 1897 y 1903 fue consejero del Banco de la Nación, renunciando para integrar la Convención encargada de apoyar la fórmula presidencial que le daría el triunfo al doctor Manuel Quintana (1904-1910).
El 9 de octubre de 1906 fue designado comisionado municipal de la Capital y más tarde administrador general de la Defensa Agrícola, renunciando el 12 de febrero de 1908. Mientras tanto, desde 1906 hasta 1908 fue miembro de la Comisión Nacional del Centenario. En 1910, siendo ministro del Interior de la Nación el Dr. José Gálvez, durante la presidencia de José Figueroa Alcorta, asume como subsecretario de esa cartera, y ante el fallecimiento del titular, ejerce interinamente el ministerio. Permaneció en este cargo hasta el 18 de octubre de 1910, después de tomar posesión el nuevo gobierno; antes de retirarse, refrendó como ministro del Interior ad hoc los nombramientos de los ocho primeros ministros del presidente Roque Sáenz Peña.

### Actividad diplomática
En 1911 Sáenz Peña lo designa Cónsul general de la República Argentina ante el reino de Italia, residiendo en Génova. Durante su permanencia en Europa, el gobierno argentino lo nombró en 1911 y 1914 presidente de las delegaciones argentinas a las exposiciones internacionales de Turín y Génova, en cuyas comisiones honorarias figuró como miembro. En el desempeño de su cargo, le correspondió actuar en los momentos difíciles de la Primera Guerra Mundial.
A su empeño debióse la fundación en 1912, de la Cámara de Comercio e Industria Italo-Argentina, de la que fue vicepresidente honorario hasta su fallecimiento.

### Actividad literaria
Fueron publicadas varias de sus obras:en 1915, Las Epopeyas (traducida al italiano), compuesto por capítulos que tratan del ciclo indio, la Ilíada, la Eneida, la Jerusalén libertada, el Kalevala, los Nibelungos, los niños y los ancianos de la Biblia, los huisiadas, la Divina Comedia, y el Quijote. En 1931, la Revista de la Universidad de Buenos Aires publicó Cariátides, conjunto de medallones complementarios del anterior, y Voces del Camino, serie de reflexiones; además de dos estudios, uno sobre Rafael Obligado y otro sobre Rubén Darío. Estas páginas fueron prologadas por Leopoldo Lugones, quien expresó: Miguel Escalada fue esa cosa exquisita y discreta que resulta, ante todo, fenómeno de sensibilidad bajo la apariencia artificial de la cultura, incorporada al ser hasta constituir la segunda naturaleza: un esteta... No he conocido temperamento mas sensible a la belleza ni más sincero en la admiración. Osvaldo Magnasco llamó a su autor el "Saint Victor argentino", por la notoria influencia en el estilo del mismo del autor de Les deux masques.
Con el seudónimo de Antonio de Valvuena, había publicado Aguas turbias (Montevideo, 1901). Dejó inéditas varias obras, entre ellas un Diccionario de términos consulares.

### Estación "Miguel Escalada"
La estación ferroviaria "Miguel Escalada" en la provincia de Santa Fé, recuerda su persona. Está ubicada en el departamento San Justo de esa provincia, en el ramal C del FC Belgrano Cargas. Fue inaugurada por el FC Central Norte Argentino el 1º de setiembre de 1888. Escalada donó los terrenos donde se construyó la estación.